# Zapasy na Igrzyskach Bałtyckich 1993
Zapasy na Igrzyskach Bałtyckich 1993 – zawody zapaśnicze na igrzyskach bałtyckich odbyły się w lipcu 1993 roku w Tallinnie.

## Tabela medalowa
Gospodarz zawodów został zaznaczony kolorem.
| Poz. | Państwo   |    |    |    | Łącznie |
| ---- | --------- | -- | -- | -- | ------- |
| 1    | Rosja     | 4  | 1  | 3  | 8       |
| 2    | Szwecja   | 2  | 2  | 3  | 7       |
| 3    | Estonia   | 2  | 1  | 0  | 3       |
| 4    | Litwa     | 1  | 2  | 0  | 3       |
| 5    | Niemcy    | 1  | 0  | 1  | 2       |
| 6    | Finlandia | 0  | 1  | 1  | 2       |
| .    | Łotwa     | 0  | 1  | 1  | 2       |
| .    | Polska    | 0  | 1  | 1  | 2       |
| 9    | Norwegia  | 0  | 1  | 0  | 1       |
|      | Łącznie   | 16 | 16 | 16 | 48      |

## Wyniki

### Styl klasyczny
| Konkurencja         | Złoto               | Srebro               | Brąz                 |
| Kategoria do 48 kg  | Sergej Girakosian   | Fariborz Besarati    | Fuat Yıldız          |
| Kategoria do 52 kg  | Ruslanas Vartanovas | Roustam Safin        | Sandor Csergoe       |
| Kategoria do 57 kg  | Peter Stjernberg    | Remigijus Šukevičius | Alexander Ivashkin   |
| Kategoria do 62 kg  | Zafar Yakushev      | Rimigius Gustas      | Usama Aziz           |
| Kategoria do 68 kg  | Valeri Nikitin      | Petteri Meskanen     | Nikołaj Monow        |
| Kategoria do 74 kg  | Sergey Poperetschni | Marthin Kornbakk     | Torbjörn Kornbakk    |
| Kategoria do 82 kg  | Toomas Proovel      | Juri Zigalo          | Marko Asell          |
| Kategoria do 90 kg  | Gogi Koguaszwili    | Stig Kleven          | Marek Kraszewski     |
| Kategoria do 100 kg | Mikael Ljungberg    | Helger Hallik        | Alexander Bezruchkin |
| Kategoria do 130 kg | Raymund Edfelder    | Jerzy Gryc           | Nikolai Pavlov       |